# Пашковка (Черниговская область)
Пашковка (укр. Пашківка) — село в Нежинском районе Черниговской области Украины. Население 227 человек. Занимает площадь 1,09 км².
Код КОАТУУ: 7423380405. Почтовый индекс: 16653. Телефонный код: +380 4631.

## Власть
Орган местного самоуправления — Безугловский сельский совет. Почтовый адрес: 16652, Черниговская обл., Нежинский р-н, с. Безугловка, ул. Горького, 60а.